# Moraria laurentiaca
Moraria laurentiaca är en kräftdjursart som beskrevs av Willey 1927. Moraria laurentiaca ingår i släktet Moraria och familjen Canthocamptidae. Inga underarter finns listade i Catalogue of Life.